# مقاطعة روخة
مقاطعة روخة هي إحدى مقاطعات ولاية بنجشير في أفغانستان. يقدر عدد السكان في عام 2019 بنحو 25461 نسمة.